# Associazione Calcio Fiorentina 1960-1961
Questa voce raccoglie le informazioni riguardanti l'Associazione Calcio Fiorentina nelle competizioni ufficiali della stagione 1960-1961.

## Stagione
Questa stagione passerà agli archivi come una delle due in cui la Fiorentina ha messo in bacheca due titoli. Il capitano, con pieno merito, diventa Miguel Montuori che prende il posto di Giuseppe Chiappella. Alla presidenza, per l'ultimo anno Enrico Befani. Allenatore Lajos Czeizler, poi Nándor Hidegkuti dal 6 novembre 1960, con Giuseppe Chiappella dal 25 gennaio 1961.
Il campionato di Serie A della Fiorentina finisce con un settimo posto, i suoi titolari Albertosi, Robotti, Castelletti, Gonfiantini, Orzan, Marchesi, Hamrin, Micheli, da Costa, Milan, Petris, una formazione che dimostrerà il suo effettivo valore nella Coppa nazionale e nel torneo internazionale la Coppa delle Coppe. Nel Coppa Italia i Viola, dopo aver eliminato negli ottavi il Messina (0-2), nei quarti la Roma (4-6) e in semifinale la Juventus (3-1), hanno infine piegato i Biancocelesti della Lazio (2-0) nella finale disputata davanti al proprio pubblico l'11 giugno 1961. Luigi Milan e Gianfranco Petris diventano capocannoniere della Coppa con 4 gol.
I gigliati partecipano alla Coppa delle Coppe 1960-1961, organizzata dal comitato della Coppa Mitropa, fu la prima edizione del torneo dedicato alle squadre vincitrici delle coppe nazionali; questa non vide l'organizzazione diretta della UEFA, e venne riconosciuta ufficialmente dalla confederazione calcistica europea nell'ottobre del 1963 su richiesta di Artemio Franchi, allora presidente della FIGC. La Fiorentina il 27 maggio 1961, vince il suo primo trofeo europeo riconosciuto dalla UEFA, battendo i Rangers Glasgow in finale. Kurt Hamrin diventa capocannoniere della Coppa delle Coppe 1960-1961, con 6 gol. La formazione fiorentina, vincitrice della Coppa delle Coppe, divenne il primo club italiano a conquistare una competizione UEFA nonché a conseguire un double continentale; nell'occasione fu inoltre la prima squadra europea ad abbinare, nella stessa stagione, la Coppa delle Coppe alla Coppa nazionale.
In questa stagione partecipa inoltre alla Coppa delle Alpi, contribuendo al successo italiano come nazione; la selezione della Lega Nazionale Professionisti era composta, oltre ai gigliati, da Brescia, Lecco, Pro Patria, Reggiana, Parma, Monza e Lazio. Gianfranco Petris diventa capocannoniere della manifestazione con 4 gol.

## Divise
| Casa | Trasferta |  | Casa (Coppa Coppe) |

## Rosa
| N. |                    | Ruolo | Calciatore         |
| -- | ------------------ | ----- | ------------------ |
|    | Italia (bandiera)  | P     | Enrico Albertosi   |
|    | Italia (bandiera)  | P     | Giuliano Sarti     |
|    | Italia (bandiera)  | D     | Sergio Castelletti |
|    | Italia (bandiera)  | D     | Piero Gonfiantini  |
|    | Italia (bandiera)  | D     | Saul Malatrasi     |
|    | Italia (bandiera)  | D     | Enzo Robotti       |
|    | Italia (bandiera)  | C     | Claudio Azzali     |
|    | Italia (bandiera)  | C     | Renato Benaglia    |
|    | Brasile (bandiera) | C     | Dino da Costa      |
|    | Italia (bandiera)  | C     | Paolo Lazzotti     |
|    | Italia (bandiera)  | C     | Rino Marchesi      |

| N. |                      | Ruolo | Calciatore                 |
| -- | -------------------- | ----- | -------------------------- |
|    | Italia (bandiera)    | C     | Roberto Mazzanti           |
|    | Italia (bandiera)    | C     | Dante Micheli              |
|    | Italia (bandiera)    | C     | Luigi Milan                |
|    | Italia (bandiera)    | C     | Alberto Orzan              |
|    | Italia (bandiera)    | C     | Claudio Rimbaldo           |
|    | Brasile (bandiera)   | A     | Benedicto Antoninho        |
|    | Italia (bandiera)    | A     | Bruno Benetti              |
|    | Svezia (bandiera)    | A     | Kurt Hamrin                |
|    | Argentina (bandiera) | A     | Miguel Montuori (capitano) |
|    | Italia (bandiera)    | A     | Gianfranco Petris          |
|    | Italia (bandiera)    | A     | Fernando Veneranda         |

## Risultati

### Serie A

#### Girone di andata
| Arbitro: | Adami (Roma) |

|                                                 |           |  |
| Montuori 19’ Hamrin 39’ Petris 55’ Marchesi 39’ | Marcatori |  |

| Arbitro: | Rigato (Mestre) |

|                           |           |           |
| Brighenti II 2’, 35’, 77’ | Marcatori | 26’ Milan |

| Arbitro: | Leita (Udine) |

|                                       |           |  |
| Milan 7’ da Costa 43’, 75’ Petris 85’ | Marcatori |  |

| Padova 16 ottobre 1960 4ª giornata | Padova              | 0 – 0 | Fiorentina | Stadio Silvio Appiani\| Arbitro: \| Lo Bello (Siracusa) \| |
| Arbitro:                           | Lo Bello (Siracusa) |       |            |                                                            |

| Arbitro: | Rigato (Mestre) |

|                                   |           |  |
| Milan 12’ Hamrin 43’ Montuori 69’ | Marcatori |  |

| Arbitro: | De Marchi (Pordenone) |

|                 |           |              |
| Castellazzi 38’ | Marcatori | 38’ da Costa |

| Arbitro: | Adami (Roma) |

|               |           |  |
| Di Giacomo 5’ | Marcatori |  |

| Arbitro: | Jonni (Macerata) |

|                                |           |  |
| Milan 25’ Hamrin 57’, 62’, 86’ | Marcatori |  |

| Torino 27 novembre 1960 9ª giornata | Torino            | 0 – 0 | Fiorentina | Stadio Filadelfia\| Arbitro: \| Roversi (Bologna) \| |
| Arbitro:                            | Roversi (Bologna) |       |            |                                                      |

| Arbitro: | Bonetto (Torino) |

|                                  |           |  |
| Hamrin 5’ Benetti 24’ Petris 62’ | Marcatori |  |

| Arbitro: | Francescon (Padova) |

|                        |           |  |
| Taccola 12’ Azzali 77’ | Marcatori |  |

| Arbitro: | Di Tonno (Lecce) |

|  |           |          |
|  | Marcatori | 68’ Puia |

| Arbitro: | Jonni (Macerata) |

|                                   |           |            |
| Altafini 6’, 52’ Barison 60’, 64’ | Marcatori | 78’ Petris |

| Arbitro: | Lo Bello (Siracusa) |

|              |           |                     |
| da Costa 52’ | Marcatori | 74’ (rig.) Lindskog |

| Arbitro: | Gambarotta (Genova) |

|                                   |           |           |
| Benetti 12’ Milan 35’ Micheli 63’ | Marcatori | 77’Perani |

| Arbitro: | De Marchi (Pordenone) |

|                                          |           |              |
| Longoni 3’, 25’ Magistrelli 68’ Nova 87’ | Marcatori | 12’ da Costa |

| Arbitro: | Rigato (Mestre) |

|                |           |                            |
| Schiaffino 70’ | Marcatori | 23’ Hamrin 54’, 67’ Petris |

#### Girone di ritorno
| Arbitro: | Bonetto (Torino) |

|  |           |                 |
|  | Marcatori | 13’, 42’ Hamrin |

| Arbitro: | Francescon (Padova) |

|            |           |  |
| Petris 54’ | Marcatori |  |

| Bari 19 febbraio 1961 20ª giornata | Bari            | 0 – 0 | Fiorentina | Stadio Comunale\| Arbitro: \| Genel (Trieste) \| |
| Arbitro:                           | Genel (Trieste) |       |            |                                                  |

| Arbitro: | Di Tonno (Lecce) |

|                                |           |  |
| Hamrin 64’ Marchesi 82’ (rig.) | Marcatori |  |

| Arbitro: | Rigato (Mestre) |

|                                            |           |  |
| Charles 14’ Nicolè 22’ Marchesi 39’ (aut.) | Marcatori |  |

| Arbitro: | Angonese (Mestre) |

|                                  |           |  |
| Hamrin 52’ Michelotti 56’ (aut.) | Marcatori |  |

| Firenze 19 marzo 1961 24ª giornata | Fiorentina     | 0 – 0 | Napoli | Stadio Comunale\| Arbitro: \| Cariani (Roma) \| |
| Arbitro:                           | Cariani (Roma) |       |        |                                                 |

| Arbitro: | Rebuffo (Milano) |

|            |           |                                |
| Pozzan 24’ | Marcatori | 24’ Antoninho 85’ (aut.) Pagni |

| Arbitro: | Sbardella (Roma) |

|            |           |               |
| Petris 73’ | Marcatori | 69’ Locatelli |

| Udine 9 aprile 1961 27ª giornata | Udinese          | 0 – 0 | Fiorentina | Stadio Moretti\| Arbitro: \| Rebuffo (Milano) \| |
| Arbitro:                         | Rebuffo (Milano) |       |            |                                                  |

| Arbitro: | Genel (Trieste) |

|  |           |                                    |
|  | Marcatori | 31’ Bagatti 44’ Novelli 87’ Massei |

| Vicenza 30 aprile 1961 29ª giornata | Lanerossi Vicenza  | 0 – 0 | Fiorentina | Stadio Romeo Menti\| Arbitro: \| Campanati (Milano) \| |
| Arbitro:                            | Campanati (Milano) |       |            |                                                        |

| Arbitro: | Gambarotta (Genova) |

|                          |           |  |
| Robotti 60’ da Costa 72’ | Marcatori |  |

| Arbitro: | Adami (Roma) |

|                        |           |                         |
| Corso 32’ Lindskog 38’ | Marcatori | 67’ da Costa 82’ Hamrin |

| Arbitro: | Marchese (Napoli) |

|                              |           |                           |
| Pascutti 3’, 21’ Vinicio 71’ | Marcatori | 29’ Milan 38’, 74’ Hamrin |

| Arbitro: | Francescon (Padova) |

|  |           |         |
|  | Marcatori | 9’ Nova |

| Arbitro: | De Robbio (Torre Annunziata) |

|  |           |                |
|  | Marcatori | 35’ Menichelli |

### Coppa Italia
| Arbitro: | Rebuffo (Milano) |

|  |           |                        |
|  | Marcatori | 55’ Benetti 73’ Petris |

| Arbitro: | Bonetto (Torino) |

|                                                      |           |                                                  |
| Pestrin 24’ Selmosson 44’ Menichelli 75’ Orlando 87’ | Marcatori | 33’ da Costa 35’, 43’, 84’ Petris 71’, 86’ Milan |

| Arbitro: | Jonni (Macerata) |

|                                     |           |          |
| Milan 17’ Marchesi 51’ da Costa 90’ | Marcatori | 33’ Mora |

| Arbitro: | Rigato (Mestre) |

|                     |           |  |
| Petris 4’ Milan 80’ | Marcatori |  |

### Coppa delle Coppe
| Arbitro: | Tschenscher |

|  |           |                      |
|  | Marcatori | 32’, 35’, 81’ Hamrin |

| Arbitro: | Obtulovic |

|                                                          |           |                   |
| Antoninho 28’, 52’, 75’ Hamrin 33’ (rig.), 46’ Milan 38’ | Marcatori | 43’ Frey 55’ Hahn |

| Arbitro: | Kandlbinder |

|                                       |           |  |
| Antoninho 40’ da Costa 69’ Petris 80’ | Marcatori |  |

| Arbitro: | Kment |

|                          |           |           |
| Matuš 15’ Haraminčić 18’ | Marcatori | 5’ Petris |

| Arbitro: | Steiner |

|  |           |                |
|  | Marcatori | 12’, 88’ Milan |

| Arbitro: | Hernadi |

|                      |           |           |
| Milan 12’ Hamrin 86’ | Marcatori | 60’ Scott |

### Coppa delle Alpi
| Berna 25 giugno 1961 Andata                                                                       | Young Boys | 3 – 2 referto           | Fiorentina |  |
| \| \| \| \| \| Wechselberger 7’ Allemann 64’ Meier 72’ \| Marcatori \| 3’ Petris 83’ Veneranda \| |            |                         |            |  |
|                                                                                                   |            |                         |            |  |
| Wechselberger 7’ Allemann 64’ Meier 72’                                                           | Marcatori  | 3’ Petris 83’ Veneranda |            |  |

| Firenze 2 luglio 1961 Ritorno | Fiorentina | 6 – 3 referto                               | Young Boys | Stadio Comunale |
| \| \| \| \| \| Azzali 4’ da Costa 42’ Milan 43’ Petris 55’, 56’, 64’ \| Marcatori \| 71’ (aut.) Mazzanti 77’ Schneiter 89’ Meier \| |            |                                             |            |                 |
| |            |                                             |            |                 |
| Azzali 4’ da Costa 42’ Milan 43’ Petris 55’, 56’, 64’                                                                               | Marcatori  | 71’ (aut.) Mazzanti 77’ Schneiter 89’ Meier |            |                 |

## Statistiche

### Statistiche di squadra
| Competizione      | Punti | In casa | In casa | In casa | In casa | In casa | In casa | In trasferta | In trasferta | In trasferta | In trasferta | In trasferta | In trasferta | Totale | Totale | Totale | Totale | Totale | Totale | DR  |
| Competizione      | Punti | G       | V       | N       | P       | Gf      | Gs      | G            | V            | N            | P            | Gf           | Gs           | G      | V      | N      | P      | Gf     | Gs     | DR  |
| ----------------- | ----- | ------- | ------- | ------- | ------- | ------- | ------- | ------------ | ------------ | ------------ | ------------ | ------------ | ------------ | ------ | ------ | ------ | ------ | ------ | ------ | --- |
| Serie A           | 37    | 17      | 10      | 3       | 4       | 30      | 9       | 17           | 3            | 8            | 6            | 16           | 25           | 34     | 13     | 11     | 10     | 46     | 34     | +12 |
| Coppa Italia      |       | 2       | 2       | 0       | 0       | 5       | 1       | 2            | 2            | 0            | 0            | 8            | 4            | 4      | 4      | 0      | 0      | 13     | 5      | +8  |
| Coppa delle Coppe |       | 3       | 3       | 0       | 0       | 11      | 3       | 3            | 2            | 0            | 1            | 6            | 2            | 6      | 5      | 0      | 1      | 17     | 5      | +12 |
| Coppa delle Alpi  |       | 1       | 1       | 0       | 0       | 6       | 3       | 1            | 0            | 0            | 1            | 2            | 3            | 2      | 1      | 0      | 1      | 8      | 6      | +2  |
| Totale            |       | 23      | 16      | 3       | 4       | 52      | 16      | 23           | 7            | 8            | 8            | 32           | 34           | 46     | 23     | 11     | 12     | 84     | 50     | +34 |

### Statistiche dei giocatori
Sono da considerare 2 autogol a favore dei viola in campionato.
| Giocatore       | Serie A  | Serie A | Coppa Italia | Coppa Italia | Coppa delle Coppe | Coppa delle Coppe | Coppa delle Alpi | Coppa delle Alpi | Totale   | Totale |
| Giocatore       | Presenze | Reti    | Presenze     | Reti         | Presenze          | Reti              | Presenze         | Reti             | Presenze | Reti   |
| --------------- | -------- | ------- | ------------ | ------------ | ----------------- | ----------------- | ---------------- | ---------------- | -------- | ------ |
| E. Albertosi    | 13       | -12     | 3            | -1           | 5                 | -3                | 0                | -0               | 21       | -16    |
| B. Antoninho    | 8        | 1       | 0            | 0            | 3                 | 0                 | 1                | 0                | 12       | 1      |
| C. Azzali       | 0        | 0       | 0            | 0            | 0                 | 0                 | 1                | 1                | 1        | 1      |
| R. Benaglia     | 13       | 0       | 2            | 0            | 3                 | 0                 | 0                | 0                | 18       | 0      |
| B. Benetti      | 5        | 2       | 1            | 1            | 0                 | 0                 | 1                | 0                | 7        | 3      |
| S. Castelletti  | 29       | 0       | 4            | 0            | 4                 | 0                 | 0                | 0                | 37       | 0      |
| D. da Costa     | 29       | 7       | 4            | 2            | 6                 | 0                 | 2                | 1                | 41       | 10     |
| G. Gionfiantini | 14       | 0       | 4            | 0            | 3                 | 0                 | 2                | 0                | 23       | 0      |
| K. Hamrin       | 31       | 14      | 3            | 0            | 6                 | 0                 | 0                | 0                | 40       | 14     |
| P. Lazzotti     | 2        | 0       | 1            | 0            | 2                 | 0                 | 0                | 0                | 5        | 0      |
| S. Malatrasi    | 10       | 0       | 0            | 0            | 1                 | 0                 | 2                | 0                | 13       | 0      |
| R. Marchesi     | 30       | 2       | 2            | 1            | 1                 | 0                 | 0                | 0                | 33       | 3      |
| R. Mazzanti     | 3        | 0       | 0            | 0            | 0                 | 0                 | 1                | 0                | 4        | 0      |
| D. Micheli      | 14       | 1       | 2            | 0            | 4                 | 0                 | 2                | 0                | 22       | 1      |
| L. Milan        | 29       | 6       | 4            | 4            | 5                 | 0                 | 2                | 1                | 40       | 11     |
| M. Montuori     | 17       | 2       | 0            | 0            | 0                 | 0                 | 0                | 0                | 17       | 2      |
| A. Orzan        | 31       | 0       | 3            | 0            | 6                 | 0                 | 1                | 0                | 41       | 0      |
| G. Petris       | 33       | 8       | 4            | 5            | 6                 | 0                 | 2                | 4                | 45       | 17     |
| C. Rimbaldo     | 7        | 0       | 2            | 0            | 4                 | 0                 | 2                | 0                | 15       | 0      |
| E. Robotti      | 34       | 1       | 4            | 0            | 6                 | 0                 | 0                | 0                | 44       | 1      |
| G. Sarti        | 21       | -22     | 1            | -4           | 1                 | -2                | 2                | -5               | 25       | -33    |
| F. Veneranda    | 0        | 0       | 0            | 0            | 0                 | 0                 | 2                | 1                | 2        | 1      |

## Giovanili

### Piazzamenti
- Primavera:
  - Torneo di Viareggio: quarti finale